# Onthophagus puberulus
Onthophagus puberulus là một loài bọ cánh cứng trong họ Bọ hung (Scarabaeidae).